# Serafim van Sarov

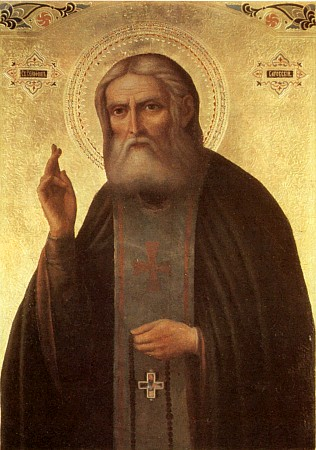
Icoon Serafim van Sarov

De heilige Serafim van Sarov (Russisch: Серафи́м Саро́вский) (Koersk, 19 juli 1759 – Sarov, 2 januari 1833) is een van de grootste mystici uit de Russische geschiedenis. Hij trachtte monastieke leringen als contemplatie en zelfopoffering aan de leek te onderwijzen en leerde dat het doel van christelijk leven de aanraking van de Heilige Geest moest zijn. Hij wordt omschreven als de grootste starets van de 19e eeuw.

## Levensbeschrijving
Serafim wordt op 30 juli 1759 geboren in Koersk als Prochor Mosjnin (Прохор Мошнин). Zijn vader, Isidor Mosjnin, was koopman en eigenaar van een steenfabriek. Hij bouwde o.a. een kathedraal in Koersk, maar overleed nog voor de voltooiing van het gebouw. Vervolgens moest Prochor's moeder Agathia zich alleen om de opvoeding van haar zoon bekommeren. Prochor had een uitstekend geheugen en leerde snel lezen en schrijven. Vanaf zijn jonge jaren bezocht hij graag de kerk, waar hij veel bad en de Heilige Schrift en hagiografieën bestudeerde. Reeds op jonge leeftijd werd Prochor meerdere malen op wonderbare wijze genezen, nadat hem de Moeder Gods verscheen. Dergelijke gebeurtenissen liet bij Prochor langzaam het idee rijpen dat voor hem een leven in het klooster was weggelegd. Toen hij zijn moeder in kennis stelde van zijn wens om in het klooster te treden, was zij onmiddellijk overtuigd van zijn levenspad en gaf hem een koperen kruis, dat hij tot zijn stervensuur onder kleding op zijn huid zou blijven dragen.
Prochor verliet in 1776 Koersk en pelgrimeerde te voet naar het holenklooster van Kiev om daar de iconen te vereren. Hier ontmoette hij Vader Dositheus die hem zegende en vertelde dat hij naar het klooster van Sarov moest gaan om daar zijn kloostergeloften af te leggen. Na een klein oponthoud bij zijn thuis nam Prochor afscheid van zijn moeder en familie. Op 20 november 1778 kwam hij aan in het klooster van Sarov in de provincie Tambov. Tot zijn eerste taken behoorde het op orde houden van de cel zijn geestelijke vader, Vader Jozef, en het werk in de bakkerij en timmerwerkplaats.

## Ascese
Met de zegen van hegoumen Pachomius trok hij zich terug in de bossen, waar hij in afzondering tot Jezus bad. Na twee jaar werd de novice ernstig ziek en zijn hele lichaam zwol op. De ziekte duurde lang en de broeders wilden herhaaldelijk een arts roepen, maar Prochor weigerde alle bijstand en stelde al zijn vertrouwen op God en de Moeder Gods. Terwijl de monniken bleven bidden voor hun broeder, kreeg Serafim een visioen van de Moeder Gods en Johannes de Doper die zijn genezing aankondigden.
Na 8 jaren in het klooster legde Prochor zijn kloostergeloften af en nam hij de naam Serafim aan. Een jaar later werd Serafim gewijd tot hiërodiaken (een monnik die tot diaken is gewijd) en werd hij de spirituele leider van het Klooster van de Heilige Drie-eenheid. Spoedig daarna trok Serafim zich in een blokhut in het woud terug en leidde daar 25 jaar een leven in afzondering als heremiet. Serafim legde zichzelf een uiterst sober leven op, hij vastte streng, sliep weinig, las veel in de Heilige Schrift en droeg in de zomer en winter dezelfde kleding. Bij de hut had hij een kleine groentetuin aangelegd waar hij ook bijen hield. Door zwellingen aan zijn voeten kreeg hij steeds meer moeite met lopen. Een bijna bovenmenselijke vorm van ascese leverde Serafim door 1000 opeenvolgende nachten als een soort pilaarheilige op een rots te zitten in voortdurend gebed met zijn handen opgeheven naar de hemel.
Op een dag, ergens in 1804, tijdens het hakken van hout, werd Serafim aangevallen door een bende lafhartige dieven. Ze sloegen genadeloos in op Serafim zonder dat hij zich verweerde. Toen de dieven Serafim dood waanden zochten zij om geld en waardevolle spullen, echter het enige dat ze in zijn hut vonden was een icoon van de Moeder Gods. Nadat Serafim weer bij bewustzijn kwam, wist hij zich naar het klooster te slepen. Serafim zou de lichamelijke gevolgen van de overval voor de rest van zijn leven ondervinden, maar tijdens het proces tegen de misdadigers pleitte Serafim bij de rechter om genade. Terwijl Serafim van zijn verwondingen in het klooster herstelde, kreeg hij een verschijning van de Moeder Gods en de Apostelen Petrus en Johannes. Hieruit trok Serafim de conclusie dat hij nog een half jaar in het klooster moest blijven, totdat hij weer voor zichzelf kon zorgen. Serafim was echt zodanig toegetakeld, dat hij nooit meer over trappen kon lopen. Toen bleek dat Serafim niet meer in staat was om eens per week de weg van zijn blokhut naar het klooster af te leggen voor het bijwonen van een liturgieviering, gelastte de bisschop Serafim terug te keren naar het klooster. In het klooster sloot Serafim zich op in een cel, die hij pas na 15 jaar voor het eerst weer verliet.

## Hulp voor de gelovigen
Na een verschijning van de Moeder Gods opende Serafim op 25 november 1825 de deur van zijn cel en vanaf dat moment werd hij een raadgever aan ieder die hem kwam bezoeken. Hij begroette iedereen met "Mijn Vreugde", deed vervolgens een knieval en riep: "Christus is verrezen!". En terwijl hij zich strikt onthield van de omgang met vrouwen toen hij nog in boshut woonde, zo wijdde Serafim zich nu in het bijzonder aan vrouwen toe. Met name bekommerde hij zich om de nonnen van het klooster Divejevo, dat onder toezicht stond van het klooster in Sarov. Enkele van deze nonnen riep hij tot zich en zij mochten deelachtig zijn aan de verschijningen en wonderen die Serafim toevielen. De non Jelena gaf altijd te kennen de wens te hebben om eerder dan Serafim te sterven. Toen haar broer, de landeigenaar Matoerov, ernstig ziek werd waarbij om zijn leven werd gevreesd, vroeg Serafim aan Jelena: "Je broer is zeer ziek, maar ik heb hem nog nodig. Zou jij in zijn plaats willen sterven?". Alsof het de normaalste zaak ter wereld betrof willigde Jelena zonder na te denken het verzoek onmiddellijk in en alles verliep precies zoals de heilige het gepland had.

## Zijn dood
Op nieuwjaarsdag 1833 woonde Serafim nog een liturgieviering bij. Hij ontving de ziekenzalving en nam vervolgens afscheid van zijn broeders. In zijn cel hoorde men hem tot diep in de nacht Paasliederen zingen. De volgende dag zagen broeders rook uit zijn cel komen en zij openden de deur. Een kaars bleek te zijn omgevallen. En daar zat Serafim bewegingsloos, knielend voor het icoon van de Moeder Gods, met gesloten ogen en zijn armen gekruist. Zijn ziel was echter al toegetreden tot het aanschijn Gods.

## De heiligverklaring
Na zijn dood probeerde de Heiligste Regerende Synode de verering van Serafim door het gewone volk onverschillig te negeren. De wonderen van Serafim werden in twijfel getrokken en monniken vernielden alles wat ze vonden in de blokhut van Serafim en de steen waarop hij 1.000 nachten had zitten bidden. Weliswaar had de synode een onderzoek ingesteld in verband met een mogelijke heiligverklaring, maar men bleek niet bereid de lijst van 80 gedocumenteerde wonderen als bewijs te erkennen. Het was aan de inzet van tsaar Nicolaas II, zijn gemalin Alexandra en de bisschop en metropoliet Tsjitsjagov, schrijver van "De levensbeschrijving van de eerbiedwaardige Serafim van Sarov", te danken dat de heiligverklaring weer op de agenda werd gezet. In 1903 werd de glorificatie van Serafim van Sarov door de Russisch-Orthodoxe Kerk bevestigd. Onderdeel van de glorificatie was de verplaatsing van de relieken van Serafim van de oorspronkelijke plek waar hij begraven lag naar de kerk van de heiligen Zosimus en Savvati waar ze bleven tot de heiligverklaring. Op de dag van de heiligverklaring, die werd bijgewoond door de keizerlijke familie, werd de tsaar een brief overhandigd die de heilige Serafim 70 jaar eerder had geschreven. De brief droeg het opschrift: "Aan de tsaar die naar Sarov zal komen". In de brief beschreef de heilige het levenseinde van de tsaar en voorspelde dat Rusland aan het einde van dezelfde eeuw weer vrij zou zijn.

## De revolutie
Na de revolutie werden alle kloosters van Sarov gesloten en in de Tweede Wereldoorlog tot wapenfabrieken omgebouwd. Sinds 1946 bevindt zich hier een centrum waar men onderzoek doet naar kernsplijting. De stad Sarov werd omgedoopt in Arsamas-16 en verdween van alle landkaarten. Als onderdeel van de vervolging van de kerk werden veel relieken van heiligen in beslag genomen. Dit lot trof ook de relieken van Serafim en nadat de relieken een poos in het Museum van het Atheïsme te Leningrad waren tentoongesteld, verdwenen de resten van de heilige voor een lange periode in de vergetelheid.

## Na de val van het communisme
Kort voor het geboortefeest van de Heer in 1991 werden de relieken van de heilige herontdekt. Dit bericht veroorzaakte een enorme sensatie in het post-communistische Rusland en de hele orthodoxe wereld. In het jaar 2003 werd het eeuwfeest gevierd van de heiligverklaring van Serafim van Sarov, hetgeen met grote festiviteiten gepaard ging. De stad Arsamas-16 kreeg haar oude naam Sarov terug en geheel te voet werden de relieken van de heilige in een religieuze kruisprocessie vanuit Moskou naar het Divejevo Klooster gebracht, waar ze zich nu nog bevinden.

## Feestdagen
1 augustus, 2 januari en 15 januari

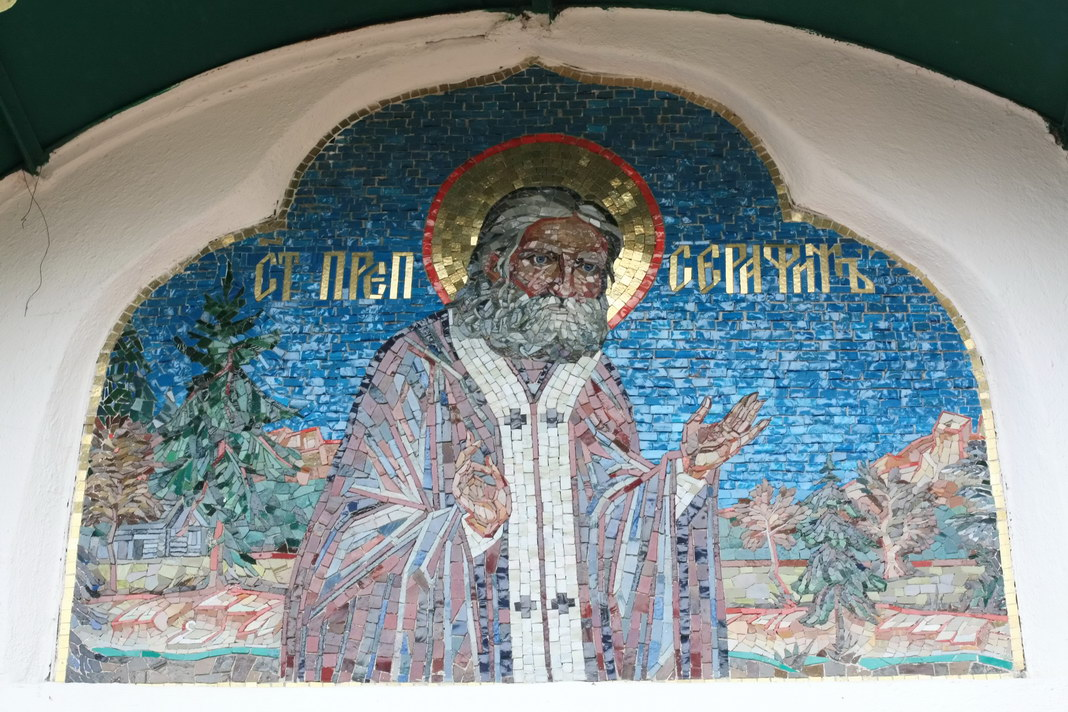
Mozaïek van de hl. Serafim boven de ingang van benedenkerk van de Feodorovski Kathedraal
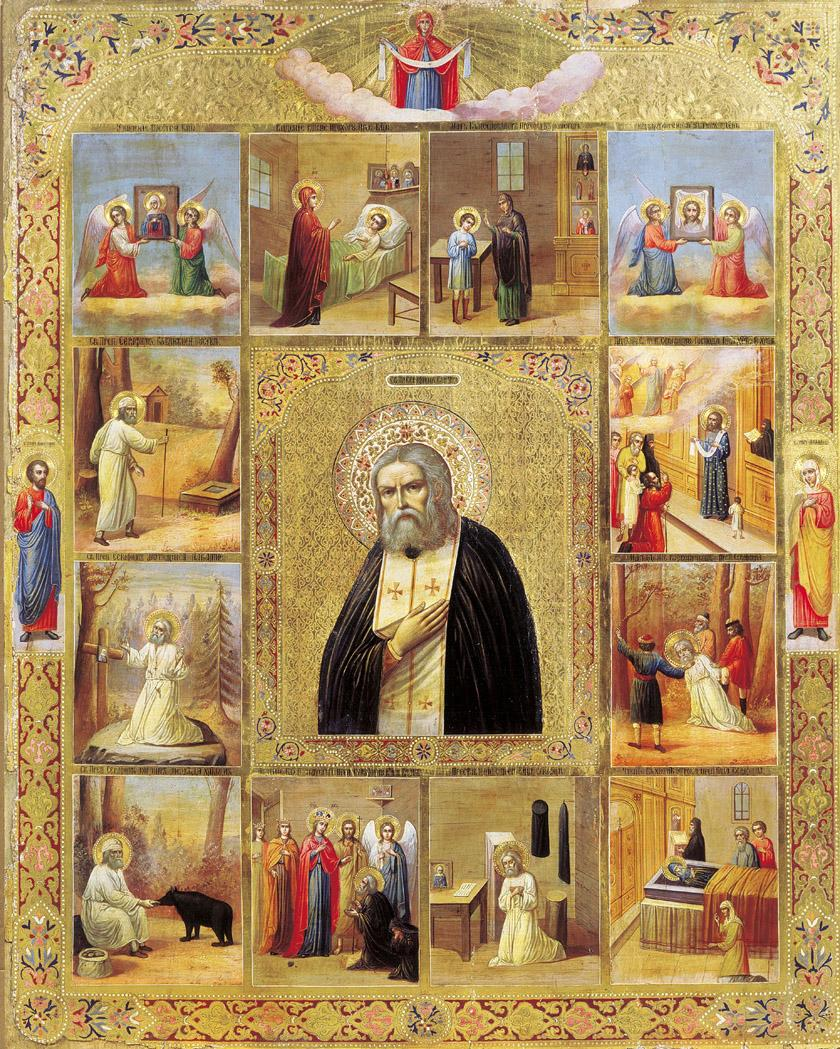
Icoon met voorstellingen van het leven van de hl. Serafim
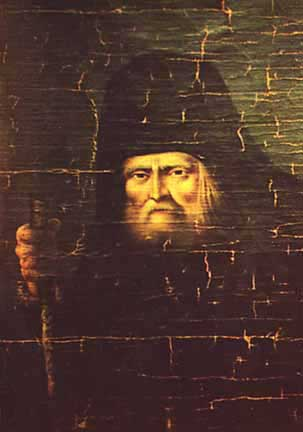
Portret van de hl. Serafim geschilderd tijdens zijn leven (voor 1833)
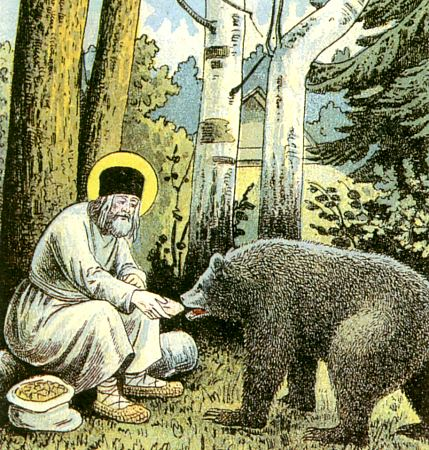
De ontmoeting van de hl. Serafim met een beer in de wildernis